# Comune di Sydlangeland
Il comune di Sydlangeland fino al 1º gennaio 2007 è stato un comune danese situato nella Contea di Fionia, il comune aveva una popolazione di 4 034 abitanti (2006) e una superficie di 121 km². Capoluogo era la cittadina di Humble.
Dal 1º gennaio 2007, con l'entrata in vigore della riforma amministrativa, il comune è stato soppresso e accorpato ai comuni di Rudkøbing e Tranekær per dare luogo al neo-costituito comune di Langeland compreso nella regione della Danimarca Meridionale (Syddanmark).